# К'ініч-Муваахн-Холь II
К'ініч-Муваахн-Холь II (д/н — бл. 648) — ахав Мутуля у 620-640-х роках. Ім'я перекладається як «Яскравий Сова-Череп».

## Життєпис
Про його батьків замало відомостей. За різними версіями він був або сином Вак-Чан-К'авііля з теотіуаканської (II династії) або онуком К'ініч-Вава, якого вважають засновником III династії. Час сходження на трон достеменно невідомий: десь наприкінці 620-х років. Відомо, що завдяки зусиллям К'ініч-Муваахн-Холя II царство поступово почало відновлювати свою потугу. З невідомих причин наприкінці 630-х років відіслав молодшого сина — Баахлах-Чан-К'авііля — у південну частину держави, в городище Дос-Пілас. Помер близько 648 року або трохи раніше. Його смерть спричинила боротьбу за владу між гілками правлячої династії.